# Bausasran
Bausasran is een bestuurslaag in het regentschap Jogjakarta van de provincie Jogjakarta, Indonesië. Bausasran telt 6316 inwoners (volkstelling 2010).